# Collegio di Eltham and Chislehurst
Eltham and Chislehurst è un collegio elettorale inglese situato nella Grande Londra, e rappresentato alla Camera dei Comuni del Parlamento del Regno Unito. Elegge un membro del Parlamento con il sistema first-past-the-post, ossia maggioritario a turno unico; l'attuale parlamentare è Clive Efford del Partito Laburista, che rappresenta il collegio dal 2024.

## Estensione
Il collegio è costituito dai seguenti ward:
- nel borgo reale di Greenwich: Blackheath and Westcombe, Charlton Hornfair, Eltham Page, Eltham Park and Progress, Eltham Town and Avery Hill, Kidbrooke Park, Kidbrooke Village and Sutcliffe, Middle Park and Horn Park, and Mottingham e Coldharbour and New Eltham;
- nel borgo di Bromley: Chislehurst e Mottingham.[1]

## Membri del Parlamento
| Elezione | Elezione | Deputato     | Partito   |
| -------- | -------- | ------------ | --------- |
|          | 2024     | Clive Efford | Laburista |

## Elezioni

### Elezioni negli anni 2020
| Partito                    | Partito                                      | Candidato                  | Risultati 4 luglio 2024 | Risultati 4 luglio 2024 |
| Partito                    | Partito                                      | Candidato                  | Voti                    | %                       |
| -------------------------- | -------------------------------------------- | -------------------------- | ----------------------- | ----------------------- |
|                            | Laburista                                    | Clive Efford               | 20 069                  | 44,04                   |
|                            | Conservatore                                 | Charlie Davis              | 11 640                  | 25,55                   |
|                            | Reform UK                                    | Mark Simpson               | 7 428                   | 16,30                   |
|                            | Verdi                                        | Sam Gabriel                | 3 079                   | 6,76                    |
|                            | Lib Dem                                      | Ulysse Abbate              | 2 423                   | 5,32                    |
|                            | Workers                                      | Sean Stewart               | 356                     | 0,78                    |
|                            | Indipendente                                 | Arnold Tarling             | 307                     | 0,67                    |
|                            | Indipendente                                 | Christian Hacking          | 173                     | 0,38                    |
|                            | Indipendente                                 | John Courtneidge           | 91                      | 0,20                    |
|                            |                                              |                            |                         |                         |
| Iscritti                   | Iscritti                                     | Iscritti                   | 74 224                  | 100,00                  |
| ↳ Votanti (% su iscritti)  | ↳ Votanti (% su iscritti)                    | ↳ Votanti (% su iscritti)  | 45 566                  | 61,39                   |
| ↳ Astenuti (% su iscritti) | ↳ Astenuti (% su iscritti)                   | ↳ Astenuti (% su iscritti) | 28 658                  | 38,61                   |
|                            |                                              |                            |                         |                         |
|                            | Esito: collegio a Laburista (nuovo collegio) |                            |                         |                         |